# Lamine Gueye
Mamadou Lamine Gueye (M'bour, 4 marzo 1999) è un calciatore senegalese, attaccante del Paris FC.

## Caratteristiche tecniche
È un'ala destra.

## Carriera
Cresciuto nel settore giovanile del Génération Foot, dal 2018 al 2020 gioca in prestito al Pau nella terza divisione francese, dove disputa 50 incontri. Il 29 giugno 2020 viene acquistato dal Metz, con cui debutta in Ligue 1 giocando il match perso 1-0 contro il Lilla. Inizialmente destinato al Paris FC in prestito, rimane al club granata per il sopraggiungere di problemi burocratici che fanno saltare il trasferimento. Il 1º novembre seguente segna la sua prima rete nella massima divisione francese, decisiva per la vittoria per 1-0 sul campo del Nîmes.
Il 25 gennaio 2022 viene ceduto in prestito al Paris FC.

## Statistiche
Statistiche aggiornate al 27 novembre 2021.

### Presenze e reti nei club
| Stagione        | Squadra         | Campionato      | Campionato | Campionato | Coppe nazionali | Coppe nazionali | Coppe nazionali | Coppe continentali | Coppe continentali | Coppe continentali | Altre coppe | Altre coppe | Altre coppe | Totale | Totale | Totale |
| Stagione        | Squadra         | Comp            | Pres       | Reti       | Comp            | Pres            | Reti            | Comp               | Pres               | Reti               | Comp        | Pres        | Reti        | Pres   | Reti   |        |
| --------------- | --------------- | --------------- | ---------- | ---------- | --------------- | --------------- | --------------- | ------------------ | ------------------ | ------------------ | ----------- | ----------- | ----------- | ------ | ------ | ------ |
| 2018-2019       | Pau             | N               | 25         | 8          | CF              | 2               | 1               |                    | -                  | -                  |             | -           | -           | 27     | 9      |        |
| 2019-2020       | Pau             | N               | 25         | 14         | CF              | 4               | 3               |                    | -                  | -                  |             | -           | -           | 29     | 17     |        |
| Totale Pau      | Totale Pau      | Totale Pau      | 50         | 22         |                 | 6               | 4               |                    | -                  | -                  |             | -           | -           | 56     | 26     |        |
| 2020-2021       | Metz            | L1              | 26         | 3          | CF              | 2               | 0               |                    | -                  | -                  |             | -           | -           | 28     | 3      |        |
| 2021-2022       | Metz            | L1              | 14         | 0          | CF              | -               | -               | -                  | -                  | -                  | -           | -           | -           | 14     | 0      |        |
| Totale carriera | Totale carriera | Totale carriera | 90         | 25         |                 | 8               | 4               |                    | -                  | -                  |             | -           | -           | 98     | 29     |        |

## Palmarès

### Club

#### Competizioni nazionali
- Championnat National: 1

Pau: 2019-2020